# Kościół Przemienienia Pańskiego w Zawadach Kościelnych
Kościół Przemienienia Pańskiego – kościół parafialny znajdujący się w Zawadach Kościelnych przy ulicy Kościuszki 7, należący do Parafii Przemienienia Pańskiego w Zawadach Kościelnych.

## Historia
Murowany neogotycki kościół powstał według projektu architekta Jerzego Pieńczykowskiego z roku 1938. Jego budowa trwała do 1956 (z przerwą w budowie w latach 1939-48) Kościół powstał z inicjatywy ks. Władysława Ramotowskiego i ks. Stanisława Żochowskiego, pobłogosławiony 9 września 1956 przez Biskupa pomocniczego Aleksandra Mościckiego, konsekrowany 20 września 1981 przez Biskupa łomżyńskiego Mikołaja Sasinowskiego.